# Renegades of Funk (saggio)
Renegades of Funk. Il Bronx e le radici dell'hip hop è un saggio di U.Net, riguardante i primi anni di storia del movimento hip hop.
Il libro, che affianca al cartaceo un CD con tracce composte per l'occasione da alcuni tra i migliori rapper della scena musicale italiana, ricostruisce attraverso numerose interviste ai bboy dell'epoca lo spirito degli iniziatori di un movimento che, dagli anni settanta in poi ha interessato tutto il mondo.

## Tracce del CD audio
1. Donald D & DJ Pandai - Hip Hop Is the Culture
2. C.U.B.A. Cabbal & Dsastro - Boogie Down Bronx
3. Esa El Prez & Shablo - Kool Herc
4. Assalti Frontali - Afrika Bambaataa Tribute
5. Lord Bean & Painè - Vi ho nel cuore
6. Mastino & NightSkinny - Motus operandi
7. Tormento & Bonnot - Grandmaster Flash
8. Donald D - We R known as the Pioneers
9. Reggie Reg, Tski Valley, KK Rockwell, RD, The Flyest Boo-ski, LA Sunshine, Mighty Mike C & DJ Funk Prez - Pioneers Rap
10. Polo e Vaitea - Vesuvius' Delight
11. Kiave, Lugi, Ghemon Scienz & Macro-Marco - Peace, Love, Unity & Having Fun
12. Pinto 3D feat. DJ Myke - Guerriero
13. The Reverse - Renegades of Funk Remix